# Square Ozanam
Le square Ozanam est un espace vert situé place Ozanam dans le quartier Notre-Dame-des-Champs du 6e arrondissement de Paris. 

## Situation et accès

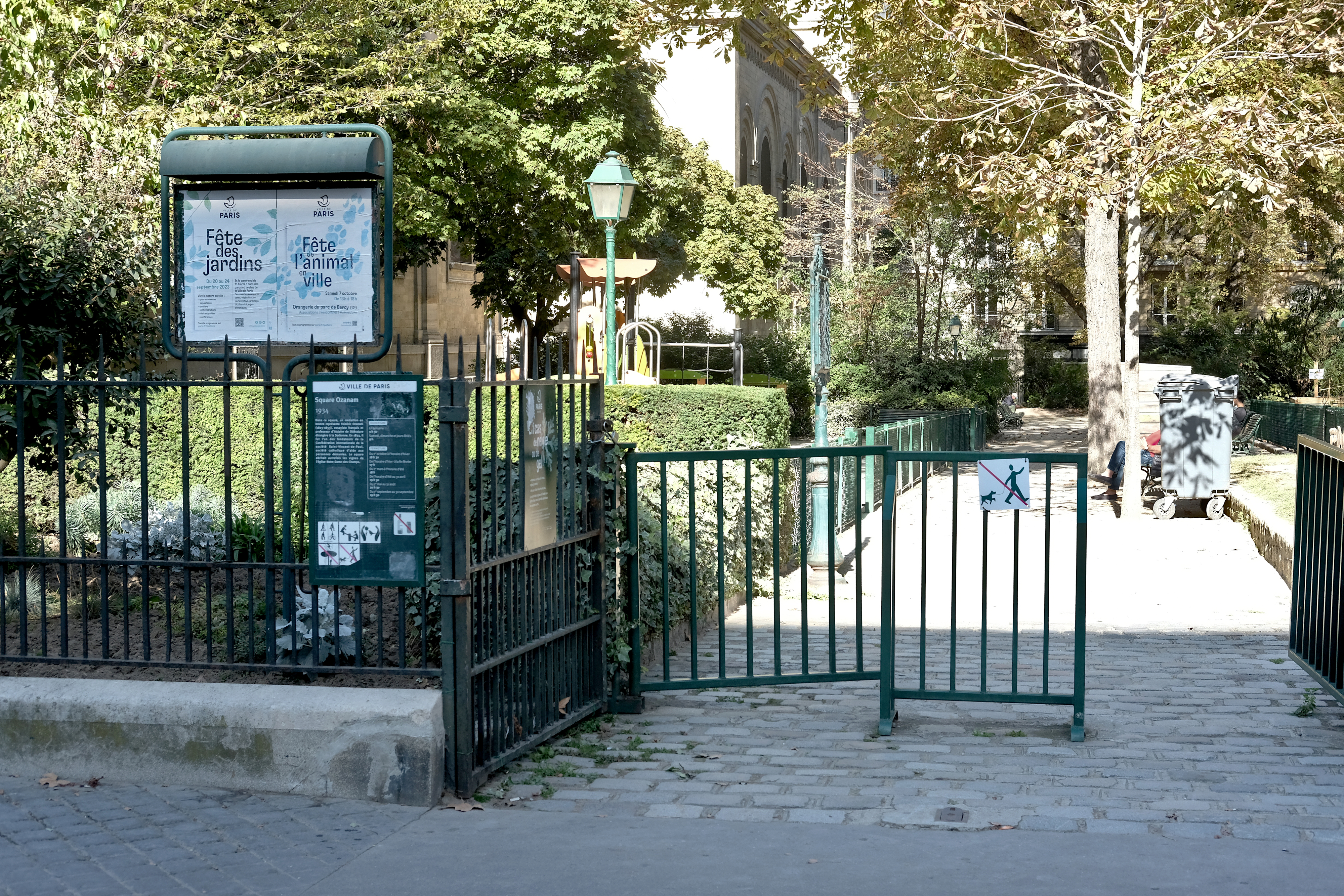
Entrée du square, boulevard du Montparnasse.

Il jouxte le flanc sud-est de l'église Notre-Dame-des-Champs, et appartient au même quadrilatère urbain, délimité par le boulevard du Montparnasse, la rue Stanislas, la rue de Cicé, et, du côté de l'église, la rue du Montparnasse.
L'entrée se fait par le boulevard du Montparnasse et la rue Stanislas. Il est probable que les arbres les plus anciens soient les vestiges d'un ancien jardin privé qui s'étendait de la rue Notre-Dame-des-Champs au cours du Midy (actuel boulevard du Montparnasse) à la fin du XVIIIe siècle.
Il est desservi par la ligne 12 à la station Notre-Dame-des-Champs.

## Description
D'une superficie de 1 640 m2, il est essentiellement planté de marronniers, mais arbore également un oranger du Mexique, un indigotier, des noisetiers, des buddleia, des tamaris, un laurier du Portugal et un chèvrefeuille. Une aire de jeux est aménagée pour les enfants.

## Origine du nom
Il porte le nom de Frédéric Ozanam (1813-1853), l’un des fondateurs en 1833 de la Société de Saint-Vincent-de-Paul, et également ancien professeur au collège Stanislas tout proche.

## Historique
Le square a été baptisé en 1934.